# Hans-Joachim Tomczak
Hans-Joachim Tomczak (* 6. Februar 1927 in Dobristroh, Kreis Calau; † 9. Mai 1973) war ein Wirtschaftsfunktionär der Braunkohleindustrie in der DDR und Mitglied des Zentralkomitees der SED.

## Leben
Tomczak, Sohn eines Bergarbeiters, besuchte die Volksschule und absolvierte eine Lehre zum Schlosser. Am 19. Januar 1944 beantragte er die Aufnahme in die NSDAP und wurde zum 20. April desselben Jahres aufgenommen (Mitgliedsnummer 10.096.372). 1944 wurde er zum Kriegsdienst in die Wehrmacht eingezogen. Tomczak geriet in US-amerikanische Kriegsgefangenschaft und befand sich zwischen Mai 1945 und Juli 1946 in einem Lazarett in Bayern.
Nach seiner Rückkehr in die Lausitz war er 1946 zunächst als Schlosser in der Brikettfabrik „Aufstieg“ in Sedlitz beschäftigt. 1947/48 war er Lehrausbilder im Braunkohlenwerk Sedlitz. 1947 trat Tomczak der Sozialistischen Einheitspartei Deutschlands (SED) bei. Von 1948 bis 1951 studierte er an der Bergingenieurschule Senftenberg. Sein Studium schloss er 1951 als Bergmaschineningenieur ab. Von 1951 bis 1960 arbeitete Tomczak als Hauptdispatcher, als Betriebs- bzw. Werkstattleiter sowie schließlich als Produktionsdirektor im VEB Braunkohlenwerk Sedlitz. 1960/61 studierte er an der Sonderschule des ZK der SED. Anschließend war er von 1961 bis 1965 Produktionsdirektor der VVB Braunkohle Halle (Saale). Ab 1966 fungierte er als Generaldirektor der VVB Braunkohle Leipzig (Nachfolger von Karl-Heinz Rösiger) und ab Februar 1968 als Generaldirektor der VVB Braunkohle Cottbus mit Sitz in Senftenberg (Nachfolger von Gerhard Böhm).
Ab 1969 war er Mitglied der Bezirksleitung Cottbus der SED sowie ab 1971 auch Mitglied des ZK der SED. Im November 1971 wurde er zum Abgeordneten des Bezirkstages Cottbus gewählt.
Tomczak verstarb 1973 unerwartet im Alter von 46 Jahren. Seine Urne wurde auf dem Friedhof der Bergarbeiterstadt Senftenberg beigesetzt.

## Auszeichnungen
- Ehrentitel „Verdienter Bergmann der Deutschen Demokratischen Republik“ (1968)
- Verdienstmedaille der DDR[6]